# Ppi
ppi（ピーピーアイ）とは、pixels per inchの略で、ディスプレイやビットマップ画像における解像度を示す単位である。画素密度（pixel density）とも呼ばれる。
解像度とは、すなわち、画像を表現する格子の細かさであり、一般に1インチあたりのピクセルの数を表す（1平方インチあたりではない）。ppiで表したピクセル密度のことを単にppiと呼ぶことがある。
スクリーン線数の単位 lpi（lines per inch）や、ドット密度の単位 dpi（dots per inch）とは、次元は同じだが表す量が異なるので、単純に換算はできない。
通常、印刷に対し使う。印刷では1つのピクセルを多数のドットで表すので、dpiはppiより大きくなる（典型的には16倍など）。ディスプレイでは、多くの場合、ピクセルとドットが1対1で対応するので、ppiはdpiに等しい。そのため、ppiとdpiは同じ意味で使われる。

## モニタPPIの計算
「比」はピクセル数の比でピクセルが正方形ならば画面アスペクト比に等しいが、一部の規格（主に古い規格）は正方形ではないので画面アスペクト比は異なる。
ピクセルが正方形ならば、解像度は以下の数式で求められる。
√縦2+横2÷インチ